# 엠브라에르 EMB 312 투카노
엠브라에르 EMB 312 투카노(Embraer EMB 312 Tucano)는 브라질에서 개발한 2인승 기본훈련기이다. 초도비행은 1980년에 있었고, 최초 인도는 1983년에 있었다.
투카노 시리즈는 엠브라에르의 최초의 해외 판매 성공작이다. 600대가 생산되었다. 향상된 버전이 영국에서 라이센스 생산되어 쇼트 투카노라고 불린다. 영국 공군에서 사용한다.
1978년 브라질 국영 비행기 제조사인 엠브라에르는 브라질 공군을 위한 초등훈련기 개발을 시작했다. 1980년 8월 16일 초도비행을 했고, 1980년 8월 16일 2회 비행이 있었다.

## 실전사용

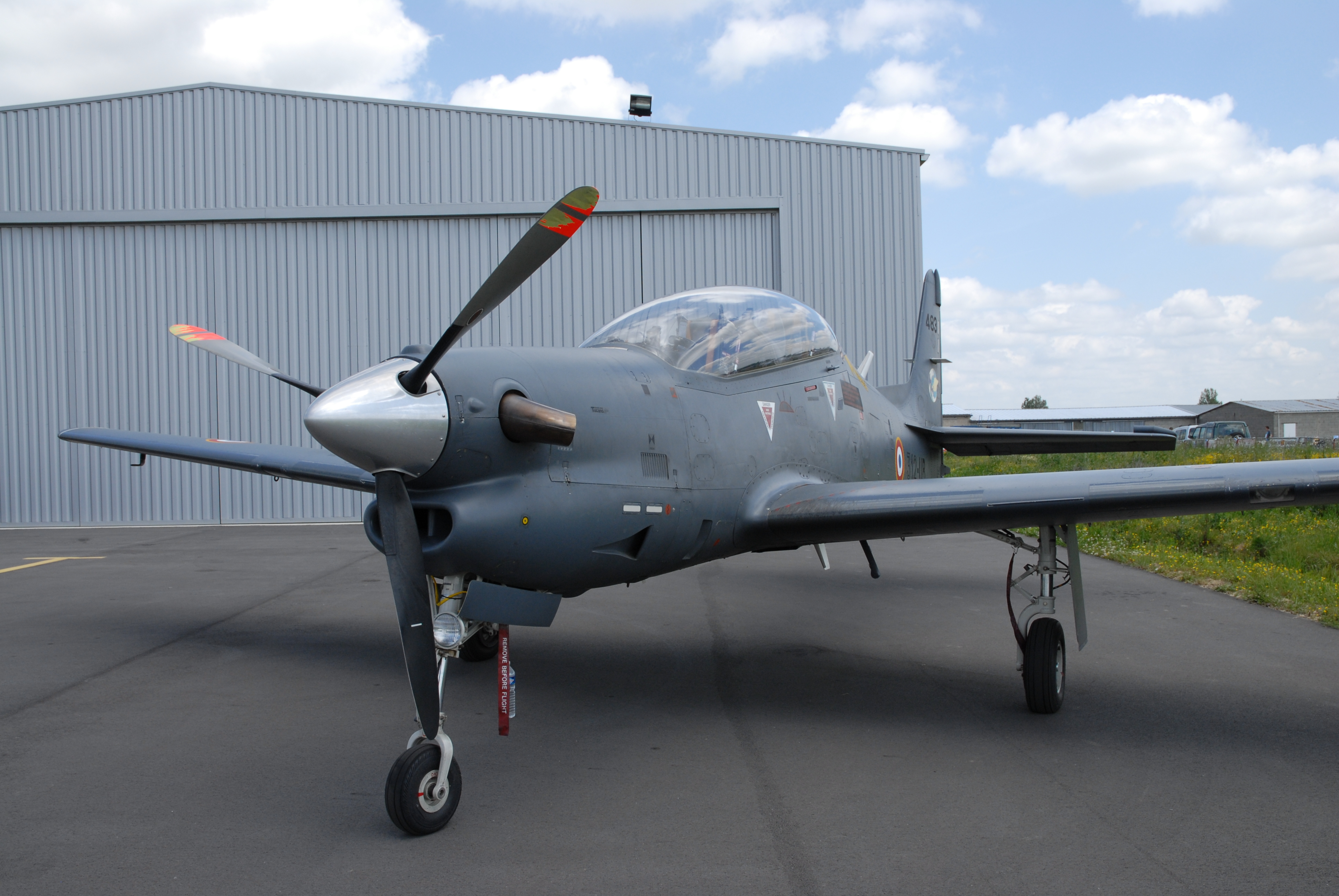
EMB-312 투카노

### 베네수엘라
1992년 베네수엘라 쿠데타에서 반란군은 투카노를 사용해 정부군을 공격했다. 다수의 투카노가 F-16에 의해 격추되었다.

### 페루
1995년 세네파 전쟁에서, 페루 공군은 AT-27을 야간 폭격 임무에 사용했다..

### 마약 소탕
A-37 드래곤플라이와 함께, 중남아메리카에서 마약 소탕 작전에 사용되었다.

## 사용국가
앙골라
 아르헨티나
 브라질
 콜롬비아
 도미니카 공화국
 이집트
 프랑스
 온두라스
 이란
 이라크
 파라과이
 페루
 베네수엘라

## 제원 (표준형 EMB 312)
정보의 출처: Jane's Aircraft Recognition Guide, Fifth Edition
일반 특성
- 승무원: 2명
- 길이: 9.86 m (32 ft 4 in)
- 날개폭: 11.14 m (36 ft 6 in)
- 높이: 3.4 m (11 ft 2 in)
- 날개면적: 19.4 m² (209 sq ft)
- 공허중량: 1,810 kg (3,990 lb)
- 탑재중량: lb (kg)
- 유효탑재량: lb (kg)
- 최대이륙중량: 3,175 kg (7,000 lb)
- 엔진: 1× 프랫 & 휘트니 캐나다 PT6A-25C 터보프롭, 560 kW (750 hp)

성능
- 최대속도: 458 km/h (247 kt)
- 순항속도: 347 km/h (187 kt)
- 실속속도: 67 kt (km/h)
- 항속거리: 1916 km (1035 NM)
- 상승한도: 9,150 m (30,000 ft)
- 상승률: 2600 ft/min (13.20 m/s)
- 날개하중: 164 kg/m² (33.5 lb/ft²)
- 출력대중량비: 0.11 hp/lb (0.18 kW/kg) ()

무장
- 기관포: 12.7 mm (날개 파일롯에 건포드 장착 방식)
- 로켓: 날개 파일론에 비유도 로켓 포드 장착 가능
- 폭탄: 날개 파일론에 장착 가능
- 기타: 주익 하단 4개 파일론에 총 1,000 kg (2,200 lb) 장착 가능.

## 같이 보기
관련 개발
- 쇼트 투카노
- 엠브라에르 EMB 314 슈퍼 투카노

유사 항공기
- KAI KT-1
- 필라투스 PC-7
- 필라투스 PC-9
- PZL-130 Orlik
- T-6 텍산 II

## 참고
주석
1. ↑  Taylor 1988, p. 13.
2. ↑  Venezuela
3. ↑  “Peru”. 2011년 7월 26일에 원본 문서에서 보존된 문서. 2009년 6월 18일에 확인함.
4. ↑  Drug-Busting Operations Air-to-Air Victories
5. ↑  Endres 2007

문헌
- Endres, Gunther, ed. Jane's Aircraft Recognition Guide, Fifth Edition. New York: HarperCollins Publishers, 2007. ISBN 978-0-00-725792-8.
- Gunston, Bill. The Encyclopedia of Modern Warplanes: The Development and Specifications of All Active Military Aircraft. New York: MetroBooks, 1995. ISBN 1-58663-207-8.
- Gunston, Bill. Encyclopedia Of World Air Power. London: Crescent, 1987. ISBN 0-51749-969-X.
- Taylor, John W.R. (editor). Jane's All the World's Aircraft 1988-89. Coulsdon, Surrey, UK: Jane's Information Group, 1988. ISBN 0-7106-0867-5.